# ناحية الديماس
ناحية الديماس إحدى نواحي سوريا تتبع إداريّاً لمحافظة ريف دمشق منطقة قدسيا ومركزها بلدة الديماس، بلغ تعداد سكان الناحية 21,978 نسمة حسب التعداد السكاني لعام 2004.

## بلدات وقرى ناحية الديماس
الديماس، جديدة يابوس، كفير يابوس، معدر، قرى الأسد، يابوس.